# アメリカ合衆国国定歴史建造物

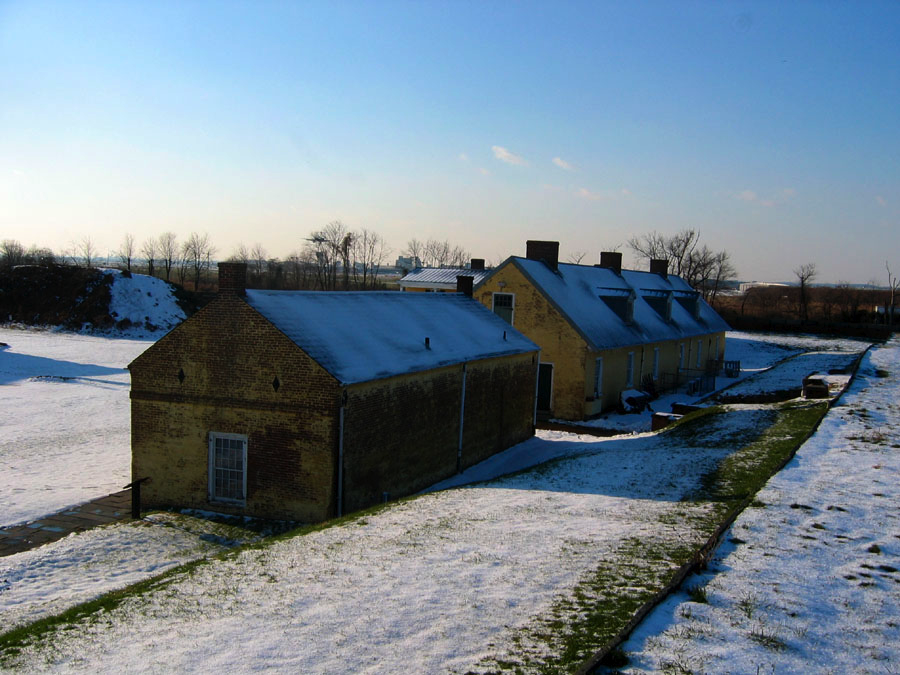
ミフリン砦の兵舎

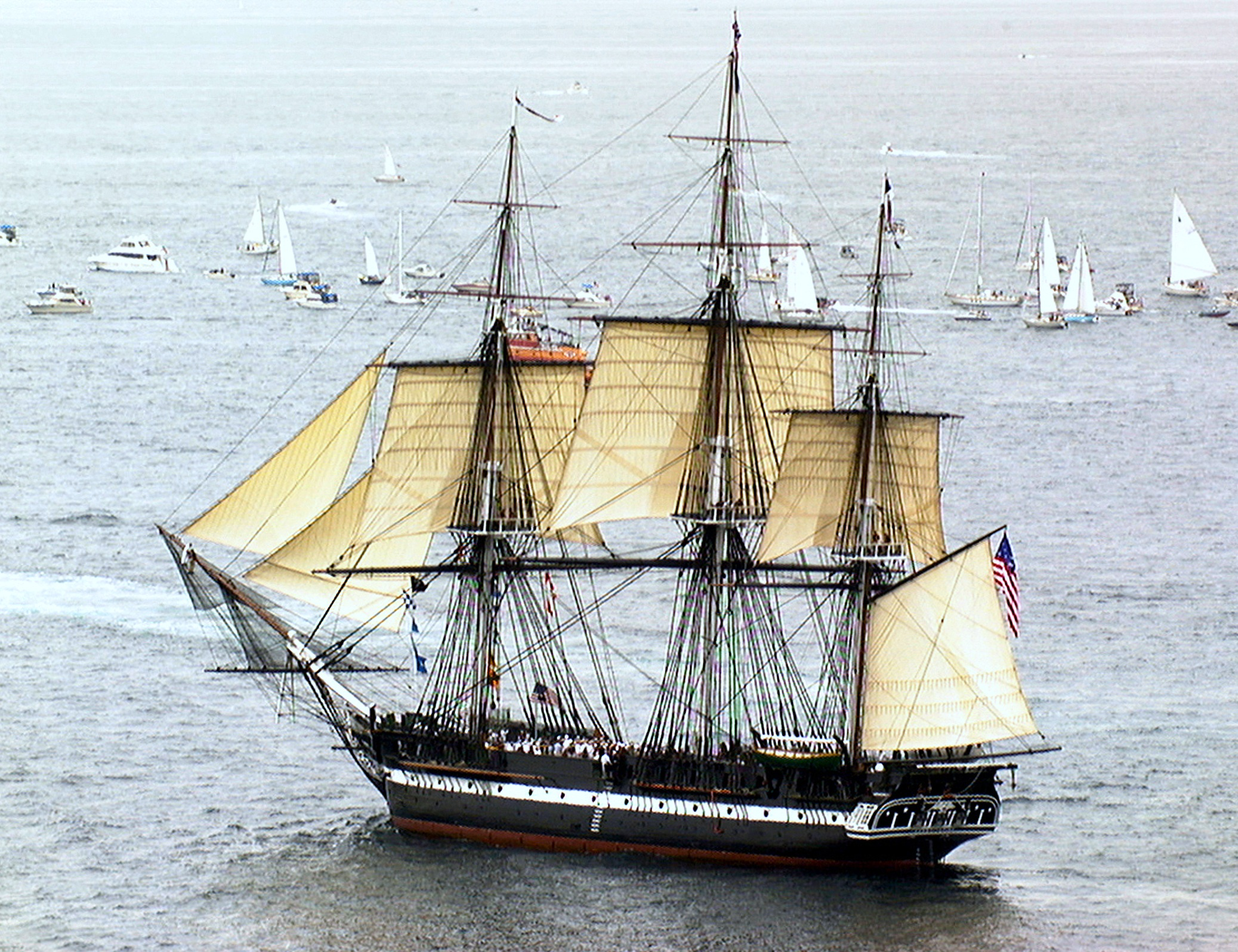
コンスティチューション (帆走フリゲート)

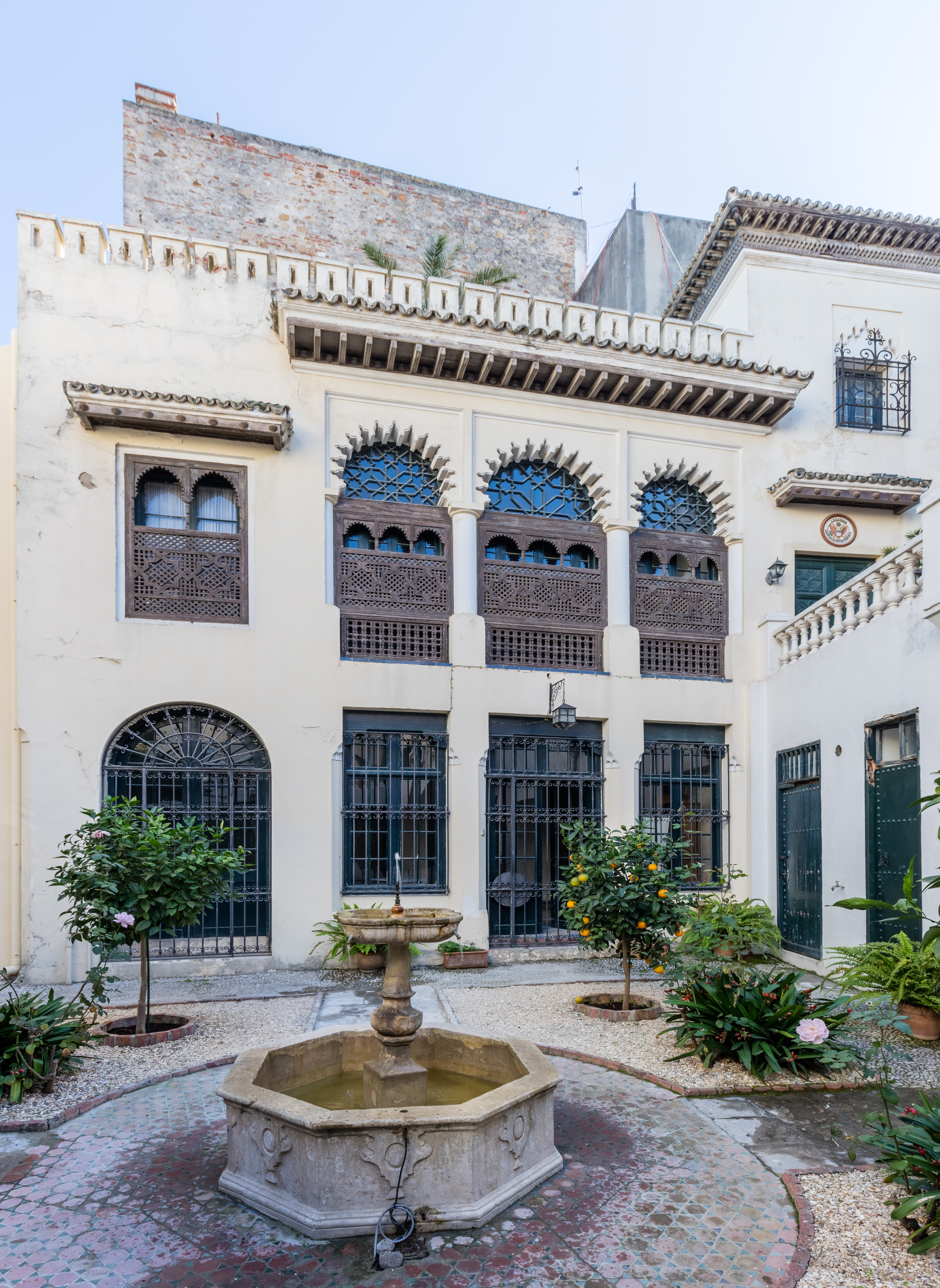
アメリカ国外の歴史登録財第1号は在モロッコアメリカ公使館（タンジェ）

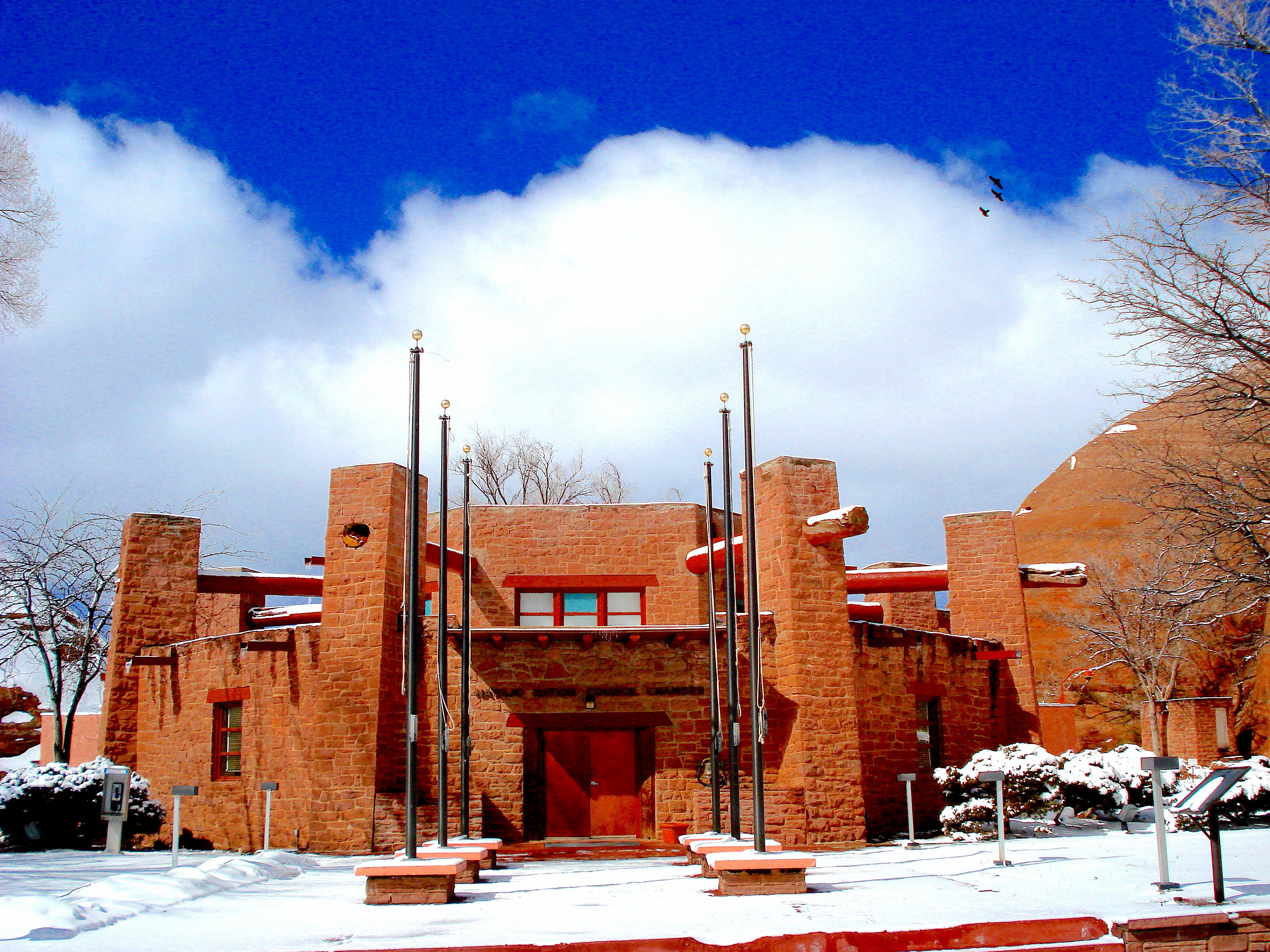
ナバホ・ネイションが首都機能を置くアリゾナ州ウィンドウロック

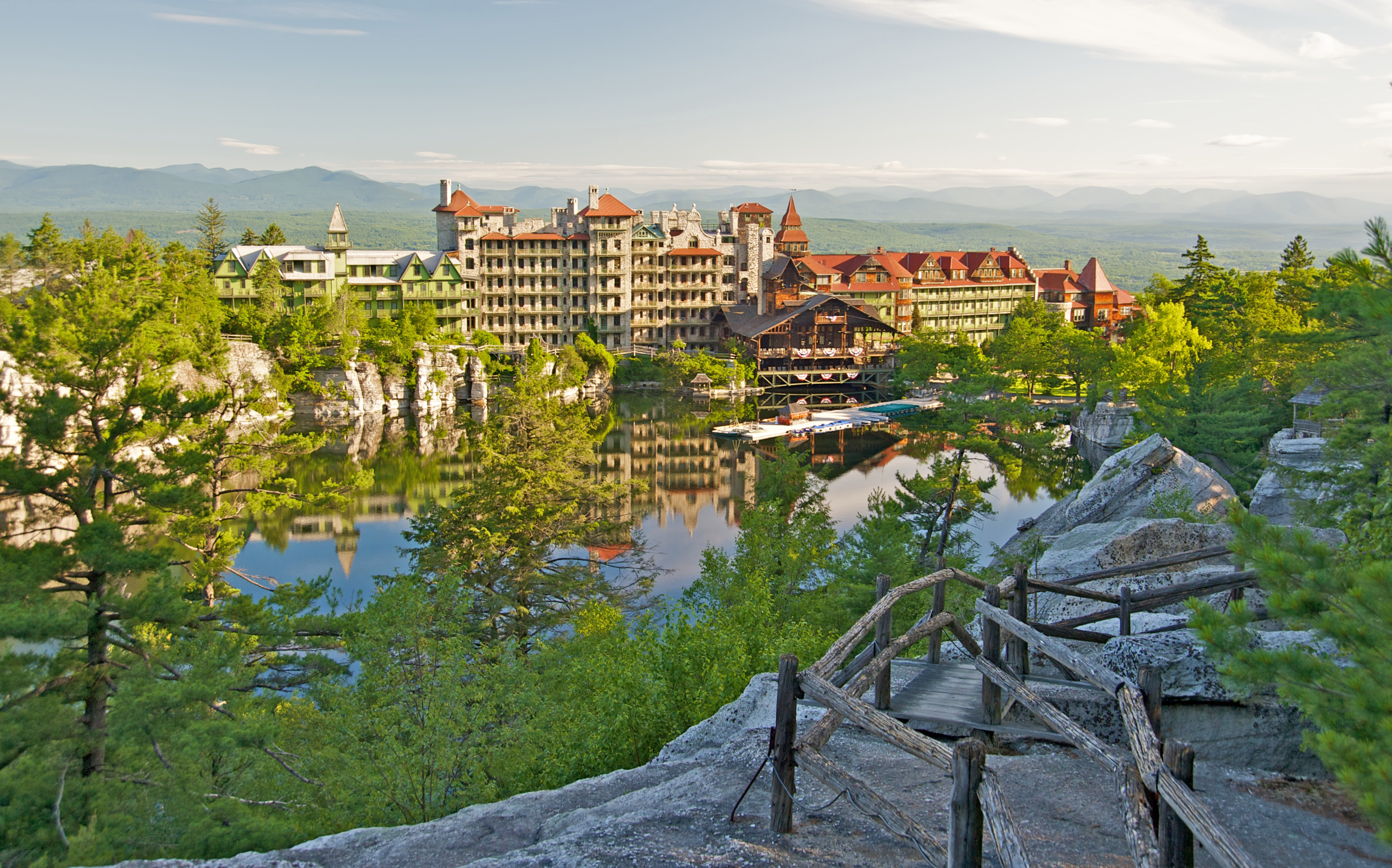
キャッツキル山麓に位置するモハンク・マウンテン・ハウスは国際裁判とゆかりの深いリゾートホテル

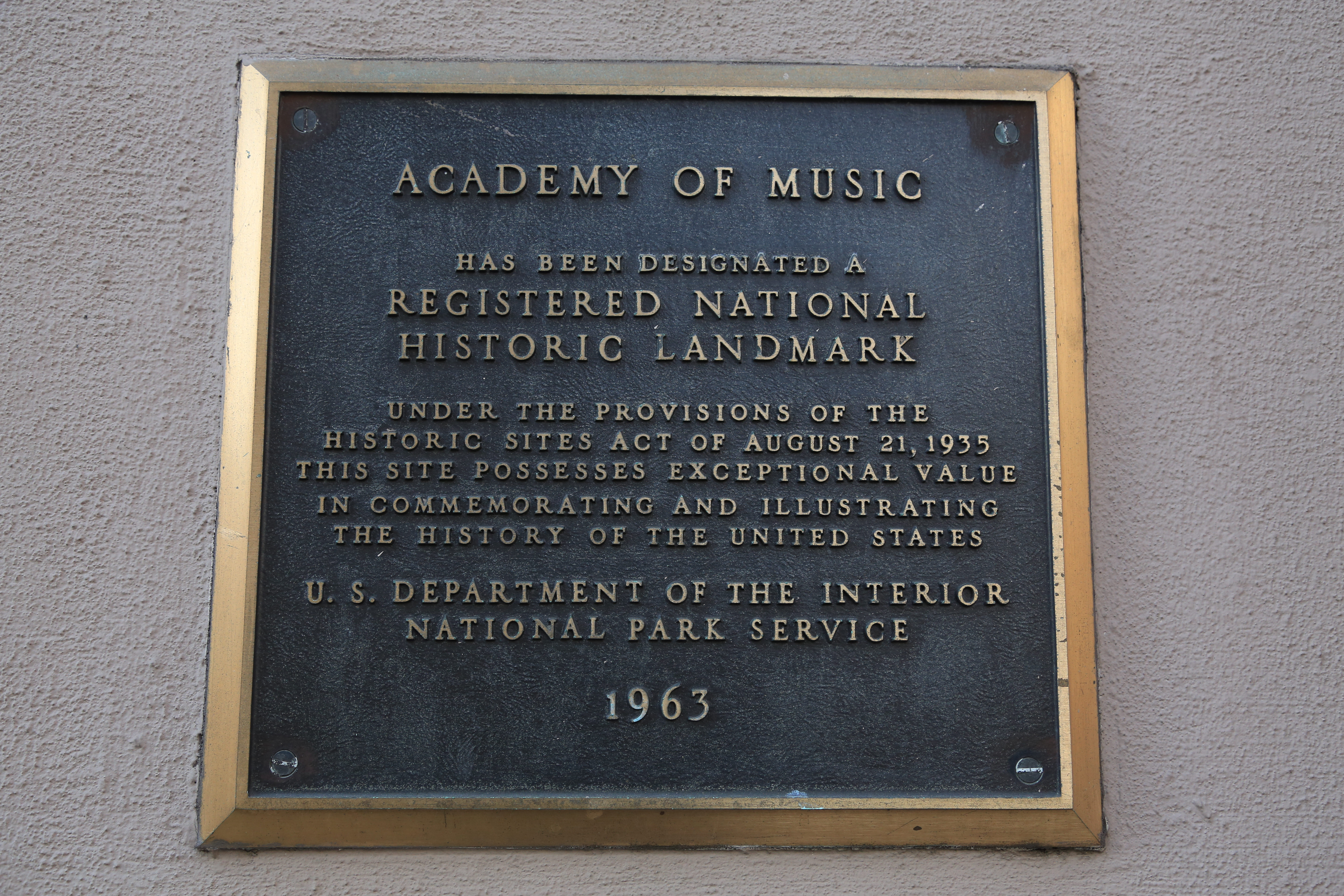
アカデミー・オブ・ミュージックに掲示されたNHL登録票の日付は、法律の施行された1963年 (フィラデルフィア)

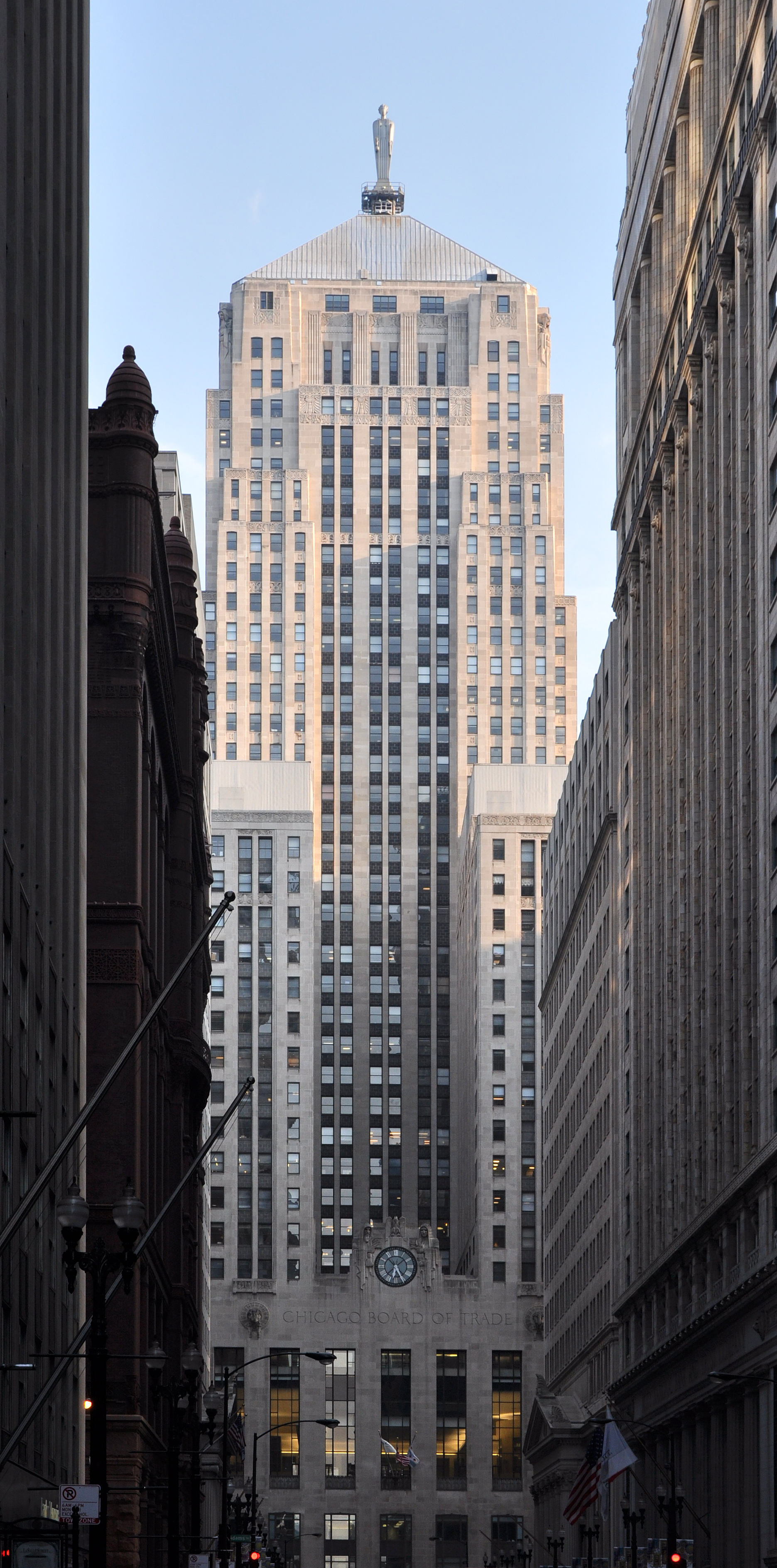
シカゴ商品取引所ビル (シカゴ) は、所在地ばかりかアメリカを象徴する建造物

アメリカ合衆国国定歴史建造物（アメリカがっしゅうこくこくていれきしけんぞうぶつ 英: National Historic Landmark, 以下NHLは頭字語）は、アメリカ合衆国の文化遺産保護制度の一つ。アメリカ合衆国内務省長官が、歴史的に価値のある建造物や街区、地点、物体もしくは構造物などを指定するものである。

## 概要
アメリカ合衆国国定歴史建造物 (NHL) は、アメリカ合衆国連邦政府により国家レベルで歴史的に意義のあるものと公式に認識されている建築物、場所、構造物、または物体（英語）を言う。9万件以上のアメリカ合衆国国家歴史登録財と重複しないNHLは約2500件 (3%以下) に留まる。
NHLと類似する認定歴史地区（英語）をアメリカ合衆国国定歴史建造物地区 (National Historic Landmark District, NHLD) という。この地区には建築物、場所、構造物、または物体の付帯財産（英語）と非付帯財産を含む。登録に当たり、付帯財産を区別する場合としない場合がある。

## 制度の沿革
「歴史地区法」（英語）が議会で可決する以前は、国家が指定すべき価値のある文化遺産の保護をアメリカ合衆国議会が担当し断続的に取り組んでいた。1935年に議会で同法が成立すると、内務長官に権限を与え、歴史遺産の公的記録と整理および「国家の歴史にとって意義がある」ものの指定を許可し、歴史的に重要な連邦所有財産の管理は国立公園局に割り当てた。
その後、数十年にわたり史跡調査などの事業により、アメリカの歴史的建造物調査（英語）を行って文化的あるいは建築史的に特徴のある文化財を選別してきた。この法制により登録された文化財は国定史跡（英語）に指定され、1935年12月20日指定の第1号はミズーリ州セントルイスにある国定記念物（英語）の ジェファーソン・ナショナル・エクスパンション・メモリアル (当時の名称はジェファーソン国定エクスパンション記念公園) である。また国定史跡の第1号はセーラム海事国定史跡（英語）である（1938年3月17日指定）。
法制による調査データの管轄がアメリカ合衆国国立公園局に移管された1960年10月9日から、国定史跡制定事業がさらに正式な手続きを踏むようになる。やがてその事業の一部としてアメリカ合衆国国家歴史登録財の選出規準と指定手続きが1966年10月9日に正式に発効、フレッド・シートン内務長官（英語）により即日92ヶ所が指定された。この最初期の指定対象にはアイオワ州スーシティのルイス・クラーク探検隊フロイド隊員の埋葬地（英語）など、政治的な思わくが反映しており、登録日は同年6月30日だがさまざまな理由により数件のNHL登録は遅れて公表されている。いずれにしても登録 (NHLでも歴史登録財でも) により地域行政の文化財保護条例に影響を与えるため、1980年には登録手順を改訂し、所有者の同意を得ることが義務化された。

## 指定の条件
内務長官による指定の条件は以下の通り。
- アメリカの歴史にとって重要な出来事が発生した場所。
- 著名な人物の居住地・勤務地などであった場所。
- アメリカ合衆国の理念にとって象徴となる場所。
- 際立つ建築設計や建築技術の例となるもの。
- 生活様式の典型例となるもの。
- 考古学上、価値がある情報を与えるもの。

## NHLの例
2007年時点で全米50州とワシントンD.C.で約2500ヶ所くらいが指定を受け (英語版の州別一覧（英語）参照)、NHL全体の四分の一が3つの州 (ペンシルベニア州（英語）、マサチューセッツ州（英語）、ニューヨーク州（英語）) に集中している。都市レベルではボストン（英語）、フィラデルフィア（英語）、ニューヨーク（英語）の3都市にあるNHLの合計だけで、その他の40州の総計を上回る。さらにニューヨーク市単独の登録件数を見ると、全米50州でNHLが最も集中するペンシルバニア州、マサチューセッツ州とニューヨーク州 (同市を除外) の総計に、バージニア州（英語）とカリフォルニア州（英語）それぞれの登録数を加算したよりも多い。対照的にワシントンD.C.のNHL登録件数は74件である。
国内のほかにアメリカの海外領土やコモンウェルス、盟約国あるいは外国にも「国外登録財」（英語）があり、プエルトリコとヴァージン諸島およびその他のコモンウェルスに合計15件、また盟約国としてミクロネシアほかに5件、モロッコに1件（英語）が存在する。また、NHLに登録された船舶と沈船は100件以上にのぼる（一覧（英語）を参照）。

## その他
国定歴史建造物 (NHL) のおよそ半数は私有財産（英語）である。新規制定には国立公園局の示唆に負うところが大きく、また同局の制定したランドマーク規定を適用して保護管理が行われる。民間の任意団体「National Historic Landmark Stewards Association」には制定物件の所有者や知人が加盟し、NHLの保全や補修、保護を呼びかけている。
国定歴史建造物指定を受けると、同時にアメリカ合衆国国家歴史登録財に追加される。歴史建造物指定をきっかけに記載された登録財は、全体のおよそ3パーセントを占める。